# أحمد رضا
أحمد رضا العاملي ( 1289- 1372 هـ / 1872- 1953 م)، عالم لغوي لبناني، من علماء اللغة والأدب، وفقيه شيعي، كان شاعرًا ومن طلائع العاملين للقضايا القومية والوطنية في بلاد الشام.

## ولادته وتحصيله
ولد أحمد رضا بن إبراهيم بن حسين بن يوسف بن محمد رضا العاملي، أبو العلاء بهاء الدين، في النبطية «من بلاد جبل عامل» بلبنان سنة 1289هـ/ 1872م. عندما أصبح في السادسة أدخله أبوه كتاتيب النبطية، فتعلم التجويد وأصول الحساب وقواعد الإملاء، ثم انتقل إلى أنصار فدرس في مدرستها العلمية أصول النحو والصرف، ومنها شرح الألفية لابن الناظم أحد علماء العربية.
في عام 1884 توفي والده، مما أدى إلى انقطاعه عن الدراسة، واستمر الأمر على حاله حتى نزل في بلدته السيد محمد آل إبراهيم فقرأ عليه شرح المختصر لسعد الدين التفتازاني، وشرح التهذيب وإيساغوجي في المنطق، ورسائل ابن سينا في الطبيعيات. وأكثر من المطالعة والأخذ عن الشيوخ على الطريقة الأزهرية الأولى، ومارس التدريس والتجارة.

أحمد رضا العاملي في شبابه

## وظائفه وأعماله
في عام 1891 درّس في المدرسة الحميدية – التي أسسها العلامة السيد حسن آل مكي – علم المنطق والنحو والصرف والبيان. وتلقى من رئيس المدرسة المذكور دروس الكلام والفقه الاستدلالي والأصول.
وله مقالات وقصائد واشتهر بذلك كله، وعهد إليه المجمع العلمي بدمشق بتصنيف معجم يجمع بين مفردات اللغة قديمها ومحدثها، وما وضعه مجمع دمشق أول مجمع للغة العربية، وأقرَّ استعماله من كلمات ومصطلحات فألف في اثني عشر عامًا كتابًا سمَّاه «متن اللغة العربية» في خمسة مجلدات، وله مؤلفات أخرى مهمَّة.

## نشاطه السياسي
حاول الاتحاديون في تركيا القضاء على روح الدعوة إلى الإصلاح في البلاد العربية سنة 1915م، فنصبوا المشانق في سوريا ولبنان، وكان الشيخ أحمد رضا من أوائل المتعلقين، ولبث نحو شهرين يحاكم في ديوان الحرب العسكري المعقود في عالية بلبنان. أفرج عنه هو وبعض زملائه فأقام في بلده عاكفًا على كتبه.
كما أنه أحد مؤسسي جمعية المقاصد الخيرية الإسلامية، وعضو جمعية الاتحاد والترقي (استقال منها بعد مدة وجيزة).
وكان عضواً حاضراً في المؤتمرات الفكرية والسياسية العربية.
بعد الاحتلال الفرنسي عقب الحرب العالمية الأولى أوذى من قبل الفرنسيين حيث أنه كان من المعرضين بشدة لهم، وكان يطالب بانضمام جبل عامل إلى حكومة فيصل في دمشق.

## مؤلفاته وآثاره
1. «متن اللغة العربية» معجم لغوي في خمسة مجلدات.
2. «ردُّ العامي إلى الفصيح» في اللغة.
3. «رسالة الخط» في تاريخ الكتابة العربية.
4. «الوافي بالكفاية والعُمدة» كتاب لغوي شرح به كفاية المُتحفِّظ لابن الأجدابى، ونَظْمه المسمَّى العُمدة لمحمد بن أحمد الطبري.
5. «العراقيات» بالاشتراك مع صديقيه سليمان الظاهر، وأحمد عارف الزين.
6. «رسالة الخطيب» نشرت في مجلة العرفان متسلسلة.
7. «الدروس الفقهية» في مذهب الشيعة.
8. «كتاب هداية المتعلّمين إلى ما يجب في الدين».

#### كتب مخطوطة
1. روضة اللطائف، جمعه في عهد الدراسة الأولى.[4]
2. قاموس الألفاظ العامية.
3. قاموس الوسيط وقاموس الموجز، كان ألحقهما بمعجمه (متن اللغة)؛ تسهيلًا على الطلاب والمبتدئين في الرجوع إلى مصدر مناسب لهم.
4. التذكرة في الأسماء المنتخبة للمعاني المستحدثة، أفرد فيه الكلمات المستحدَثة للمعاني الجديدة.[5]

#### كتب عنه
1. (الشيخ أحمد رضا العاملي لغويًّا)، لمحمد سماحة محمد رزق عوض، رسالة ماجستير، دار الفارابي ببيروت، 2009.
2. (الشيخ أحمد رضا والفكر العاملي) للدكتور فايز ترحيني.

## تكريمه

- كرَّمه الرئيس بشارة الخوري بتقليده وسام الأرز عام 1950.

## وفاته
أصيب أحمد رضا بحجر طائش أثناء مظاهرة انتخابية في النبطية، فحُمل إلى منزله فلم يكد يصل حتى فارق الحياة سنة 1372هـ/ 1953م.

## وصلات خارجية
- ترجمة الشيخ أحمد رضا في معجم البابطين
- مذكرات للتاريخ - حوادث جبل عامل 1914 - 1922 - الشيخ أحمد رضا العاملي